# Красное крыльцо
Кра́сное крыльцо́ находится в Московском Кремле у южной стороны Грановитой палаты. Название закрепилось с середины XVII века.
Красное крыльцо представляет собой парадный вход в Святые сени и в зал второго этажа Грановитой палаты. Наружное открытое крыльцо ориентировано на Соборную площадь. Крыльцо начинается двумя белокаменными арками, установленными на невысокий ступенчатый цоколь. Они сходятся под прямым углом и декорированы навершиями с фигурами львов. От арок на второй этаж ведёт широкая трёхмаршевая лестница.

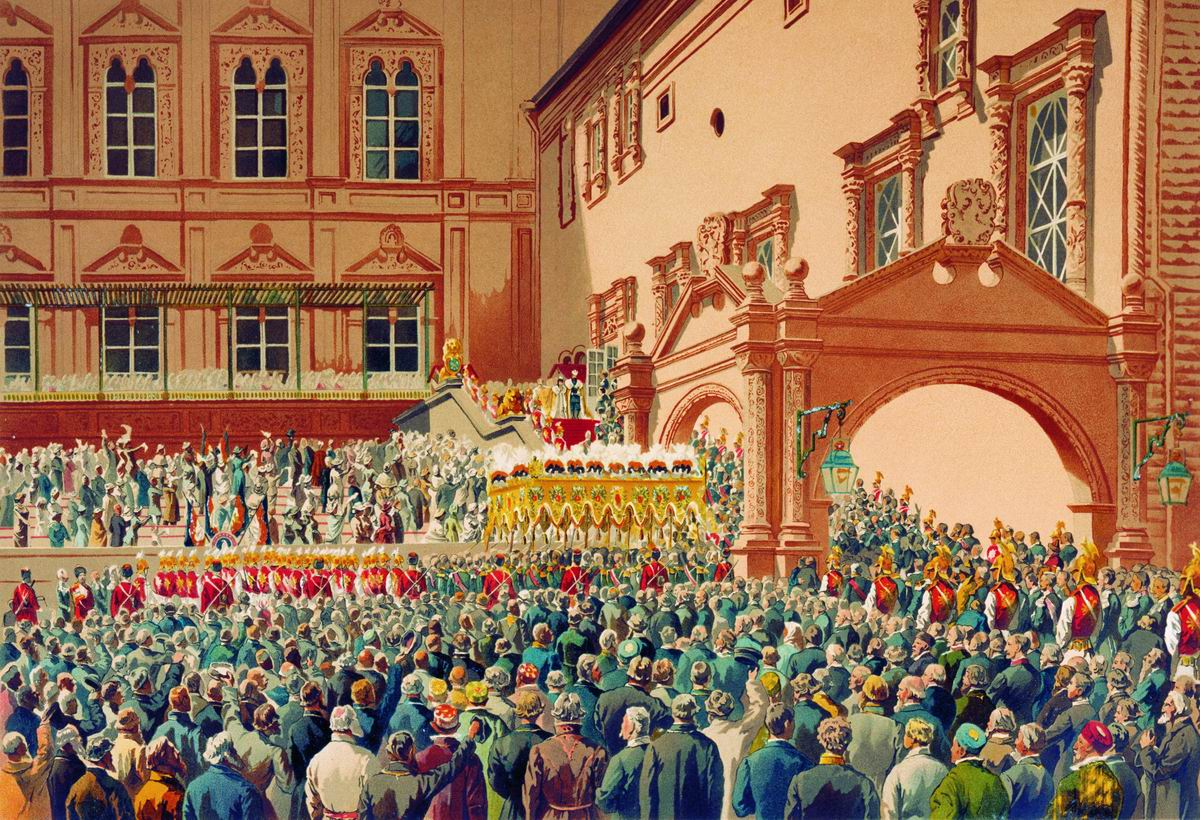
Изображение Красного крыльца на картине Ивана Макарова

Крыльцо было сооружено Марком Фрязином и Пьетро Антонио Солари в конце XV века. Оно служило для торжественных выходов царя. Изначально на крыльцо вели три лестницы: паперть Благовещения, середняя, против дверей Золотой палаты, третья — возле Грановитой палаты (в сенях). У паперти были двери, у двух других лестниц — решётки. Позднее осталась только лестница у Грановитой палаты. Во время перестройки 1630-х годов для крыльца была сделана кровля на столбах со сложными завершениями.

В начале 1930-х годах крыльцо было разобрано, на его месте была построена столовая Верховного Совета, представлявшая собой двухэтажное здание. Столовая была построена в 1934 году по проекту Иллариона Александровича Иванова-Шица.
В 1988 году была создана инициативная группа из пяти человек, которая обратилась с письмом о восстановлении Красного крыльца к председателю Фонда культуры Д.С. Лихачёву. Фонд культуры поддержал инициативу работников Музеев Московского Кремля. Специалисты из Моспроекта-2 разработали проект реконструкции Красного крыльца. Он начал осуществляться только в 1993 году: было снесено здание столовой и заложен фундамент Красного крыльца. К лету 1994 года восстановление Красного крыльца завершили.
В XXI веке, Красное крыльцо используется в церемонии инаугурации президента РФ - по нему президент проходит, выходя из Андреевского зала на Соборную площадь для приёма парада президентского полка.